# 伯利恆 (喬治亞州)
伯利恆（英語：Bethlehem）是一個位於美國喬治亞州巴羅縣的城鎮。

## 地理
伯利恆的座標為33°56′01″N 83°42′38″W / 33.93361°N 83.71056°W，而該地的平均海拔高度為262米（即860英尺）。

## 人口
根據2010年美國人口普查的數據，伯利恆的面積為6.00平方千米，當中陸地面積為6.00平方千米，而水域面積為0.10平方千米。當地共有人口601人，而人口密度為每平方千米100人。